# Misaki Itō
Misaki Itō, née le 26 mai 1977 à Iwaki dans la préfecture de Fukushima au Japon, de son vrai nom Anzai Tomoko, est une actrice et un mannequin de nationalité japonaise.

## Carrière
En 1999, Misaki Itō devient l'égérie de l'Asahi Beer et mannequin sous un contrat exclusif avec CanCam magazine. Elle est aussi apparue dans des spots publicitaires notamment ceux de "Gateway computers" et "Choya Umeshu".
En 2005, elle apparait dans la série télé Densha otoko où elle joue le rôle d'une fille dont un otaku devient follement amoureux.
Elle apparait aussi dans des spots pour la marque de maquillage Shiseido's ligne de cosmétiques (avec Chiaki Kuriyama, Ryoko Shinohara et Yuri Ebihara) ainsi que pour les montres Seiko, de plus elle est actuellement le mannequin officiel de la marque Vodafone au Japon.
Elle a aussi servi de modèle et a prêté sa voix à Miss Nagai dans le jeu vidéo James Bond 007, Everything or Nothing.

## Filmographie

### Films
- 2002 : Face to Face (白髪鬼, The Snows)
- 2002 : Mohou-han (模倣犯, Copycat Killer) de Yoshimitsu Morita : Mariko Arima
- 2002 : Yomigaeri (黄泉がえり) de Akihiko Shiota : Sachiko
- 2003 : 9 Souls de Toshiaki Toyoda : Yurina
- 2003 : Ju-on  (呪怨, The Grudge) de Takashi Shimizu :
- 2004 : Umineko (海猫, The Sea Cat) de Yoshimitsu Morita : Kaoru Ueda
- 2005 : About Love de Ten Shimoyama, Yee Chih-yen et Zhang Yibai : Michiko
- 2005 : Tsuribaka nisshi 16 (釣りバカ日誌16 浜崎は今日もダメだった♪♪) de Yuzo Asahara : Misuzu
- 2006 : Damejin de Satoshi Miki : Tank
- 2006 : Tsubakiyama kachô no nanoka-kan de Keita Kono : Tsubaki Kazuyama
- 2007 : Tengoku de Kimi ni Aetara de Takehiko Shinjo : Hiroko Iijima
- 2007 : Last Love de Meiji Fujita

### Télévision
- 2000 : Love Complex de Kensaku Sawada et Daisuke Tajima (série télévisée) :
- 2001 : Shin Omizu no Hanamichi
- 2001 : Suiyoubi no Jouji
- 2001 : Beauty 7
- 2002 : You're Under Arrest
- 2002 : Lunch no Joou
- 2002 : Gokusen
- 2003 : Kunimitsu no Matsuri
- 2003 : Ryuuten no ouhi - Saigo no koutei
- 2003 : Tokyo Love Cinema
- 2003 : Yoomigaeri
- 2003 : Blackjack ni Yoroshiku
- 2004 : HOTMAN M2 (TBS)
- 2004 : Itoshi Kimie
- 2005 : Kiken na Aneki
- 2005 : Densha otoko
- 2005 : Tigre et Dragon
- 2006 : Densha Otoko DX~Saigo no Seizen
- 2006 : Complément affectif
- 2007 : Yama Onna Kabe Onna
- 2007 : Maison Ikkoku
- 2008 : Edison No Haha

## Récompenses
- Best Smile of the Year (2003)
- 15th Japan Jewelry Best Dresser Prize
- 29th Erandol Newcomer Prize
- 28th Japan Academy Award Newcomer Prize
- 34th Best Dresser Prize
- 43rd Golden Arrow Prize - Broadcasting and drama section
- 19th DVD Best Talent Prize
- 1st Japan Golden Raspberry Award
- 24th Diamond Personality Prize